# 圣伯多禄圣保禄教堂 (旧金山)
37°48′5.77″N 122°24′36.71″W / 37.8016028°N 122.4101972°W

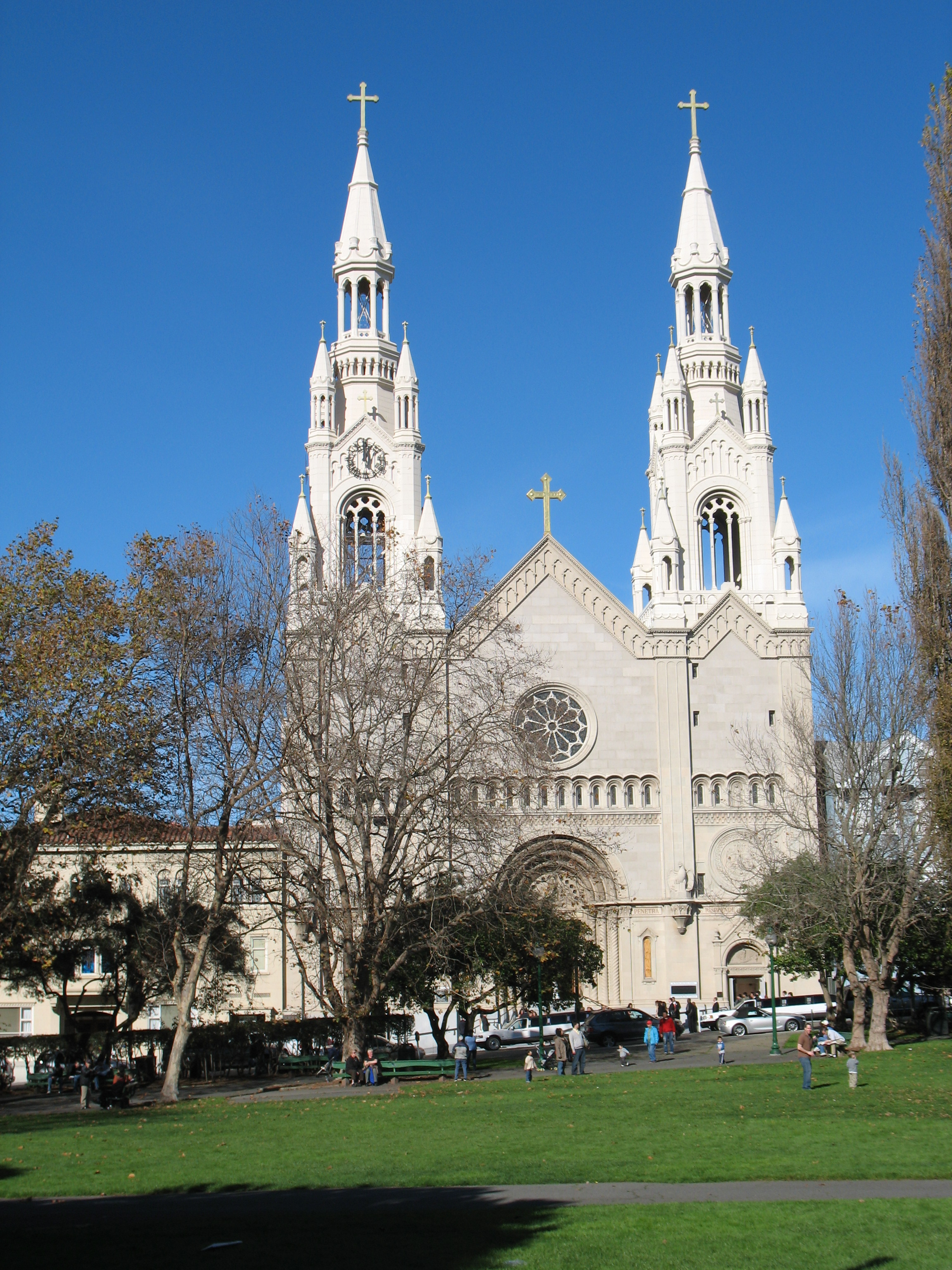
圣伯多禄圣保禄教堂

圣伯多禄圣保禄教堂（Saints Peter and Paul Church）是美国旧金山的一座天主教教堂，位于北滩街区的榛子街（Filbert Street）666号，華盛頓廣場对面，由鲍思高慈幼会管理。它被称为“西方的意大利主教座堂”（La cattedrale d'Italia ovest）。為配合華人的需要,每周日早晨10:15舉行華語的彌撒儀式。

## 历史
1954年，玛丽莲·梦露和乔·狄马乔在举行世俗仪式后，返回这座教堂的台阶拍照。1939年11月19日，狄马乔在这座教堂与多萝西·阿诺德结婚，后来民事离婚。但是没有获得無效聲明（annullment），对于天主教会而言婚姻仍然有效，因此他不能在天主堂结婚。在圣伯多禄圣保禄教堂的一个侧门，还展示了狄马乔结婚当天的照片，但是是与阿诺德，而不是与梦露。1999年3月11日，狄马乔的葬礼在这里举行，由他终身的朋友，鲍思高慈幼会神甫阿尔芒·奥利韦里主持，他尊重狄马乔的愿望，婉言拒绝一切采访，或讨论狄马乔的生活细节。